# Визнер, Павел
Павел Визнер (чеш. Pavel Vízner; родился 15 июля 1970 года в Прага, Чехословакия) — бывший чешский профессиональный теннисист; финалист трёх турниров Большого шлема в парном разряде (Открытый чемпионат Франции-2001, -2007, Открытый чемпионат США-2007); победитель 16 турниров ATP в парном разряде.

## Общая информация
Павел родился в семье Карела и Эми Визнеров; Есть старший брат Петр. Начал играть в теннис в возрасте 4 лет с родителями.
Женат с 17 августа 1999 года на девушке Монике, которая является сестрой одного из его партнёров по выступлениям в теннисе — Петра Пала. У них есть сын Даниэль (родился 9 июля 1998 года).

## Спортивная карьера
Профессиональную карьеру начал в 1990 году. Специализируется на играх в парном разряде. В 1994 году вместе с Томашом Крупой впервые выходит в финал турнира ATP в Праге. В мае 1996 года в паре со Славой Доседелом ему удается выиграть первый титул ATP. Произошло это на турнире в Санкт-Пёльтене. В июне того же года он выигрывает турнир в Росмалене с Полом Килдерри. В июле с Иржи Новаком побеждает в Гштаде. На Уимблдонском турнире 1997 года Павел вместе с Мартином Даммом дошел до полуфинальной стадии. В период с 1998 по 2000 год Павел Визнер с разными партнерами пять раз выходил в финал соревнований парного разряда на турнирах ATP, но так ни разу и не смог одержать победу в решающем матче. С 2000 года постоянным партнером Павла становится Петр Пала. В феврале 2001 года вместе с ним он сумел выйти в финал турнира в Роттердаме. На Открытом чемпионате Франции 2001 года Петр Пала и Павел Визнер сумели дойти до финала, где они проиграли паре Махеш Бхупати и Леандер Паес со счетом 6-7(5), 3-6. В начале 2002 года они выходят в финал итогового чемпионата ATP в парном разряде в Бангалоре, где уступают паре Рик Лич и Эллис Феррейра 6-7(5), 3-6.
В феврале 2003 года вместе с Томашом Цибулецом, спустя семь лет с момента последней победы, Визнеру удается завоевать титул на турнире ATP в Копенгагене. В июле они сумели выиграть турнир в Штутгарте. В феврале 2004 года вместе с Джаредом Палмером выигрывает турнир в Милане. Осенью того же года они побеждают ещё на двух турнирах в Шанхае и Токио. В июне 2005 года вместе с Цирилом Суком выигрывает турнир в Хертогенбосе. С Лукашом Длоуги в феврале 2006 года Визнер побеждает на турнире в
Коста-де-Суп. В мае они побеждают в Эшториле. В октябре в паре с Петром Палой он побеждает в Вене. Вместе с Лукашом Длоуги в феврале 2007 года Визнер защищает титул чемпиона в Коста-де-Суп. На Открытом чемпионате Франции 2007 года они сумели дойти до финала, где в трех сетах они уступили Даниэлю Нестору и Марку Ноулзу 6-2, 3-6, 4-6. В июле того же года в паре с Франтишеком Чермаком побеждает на турнире в Гштаде. Совместно с Махешом Бхупати в августе 2007 года он впервые выигрывает турнир серии Мастерс в Монреале. С Лукашом Длоуги на Открытом чемпионате США 2007 года, как и на Открытом чемпионате Франции, Визнер сумел дойти до финала, где они уступили Симону Аспелину и Юлиану Ноулу 5-7, 4-6. В феврале 2008 года в паре с Мартином Даммом Павел Визнер завоевал последний в карьере титул на турнире ATP в Марселе, доведя свой счет до 16-ти титулов за карьеру.
В 2009 году Павел Визнер завершает профессиональную карьеру.

## Рейтинг на конец года
| Год  | Одиночный рейтинг | Парный рейтинг |
| 2009 |                   | 178            |
| 2008 |                   | 25             |
| 2007 |                   | 6              |
| 2006 |                   | 15             |
| 2005 |                   | 27             |
| 2004 |                   | 20             |
| 2003 |                   | 27             |
| 2002 |                   | 34             |
| 2001 |                   | 17             |
| 2000 |                   | 59             |
| 1999 |                   | 76             |
| 1998 |                   | 60             |
| 1997 |                   | 50             |
| 1996 |                   | 28             |
| 1995 |                   | 141            |
| 1994 | 654               | 208            |
| 1993 | 553               | 247            |
| 1992 | 516               | 643            |
| 1991 | 809               | 426            |
| 1990 | 862               | 408            |
| 1989 | 471               | 313            |
| 1988 | 791               | 734            |

## Выступления на турнирах

### Финалы турниров Большого шлема в парном разряде (3)

#### Поражения (3)
| №  | Год  | Турнир                         | Покрытие | Партнёрша    | Соперники в финале         | Счёт        |
| 1. | 2001 | Открытый чемпионат Франции     | Грунт    | Петр Пала    | Махеш Бхупати Леандер Паес | 6-7(5) 3-6  |
| 2. | 2007 | Открытый чемпионат Франции (2) | Грунт    | Лукаш Длоуги | Даниэль Нестор Марк Ноулз  | 6-2 3-6 4-6 |
| 3. | 2007 | Открытый чемпионат США         | Хард     | Лукаш Длоуги | Симон Аспелин Юлиан Ноул   | 5-7 4-6     |

### Финалы Итогового турнираATPв парном разряде (1)

#### Поражения (1)
| №  | Год  | Турнир          | Покрытие | Партнёр    | Соперники в финале     | Счёт                  |
| 1. | 2002 | Бангалор, Индия | Хард     | Юлиан Ноул | Эллис Феррейра Рик Лич | 7-6(6) 6-7(2) 4-6 4-6 |

### Финалы турнировATPв парном разряде (36)

#### Победы (16)
| Легенда                      |
| ---------------------------- |
| Турниры Большого шлема (0*)  |
| Олимпиада (0)                |
| Итоговый турнир ATP (0)      |
| ATP Мастерс (0+1)            |
| АТР International Gold (0+3) |
| АТР International (0+12)     |

| Титулы по покрытиям | Титулы по месту проведения матчей турнира |
| ------------------- | ----------------------------------------- |
| Хард (0+6*)         | Зал (0+2)                                 |
| Грунт (0+7)         | Зал (0+2)                                 |
| Трава (0+2)         | Открытый воздух (0+14)                    |
| Ковёр (0+1)         | Открытый воздух (0+14)                    |

* количество побед в одиночном разряде + количество побед в парном разряде.
| №   | Дата            | Турнир                        | Покрытие | Партнёр          | Соперники в финале                      | Счёт               |
| 1.  | 25 мая 1996     | Санкт-Пёльтен, Австрия        | Грунт    | Слава Доседел    | Дэвид Адамс Менно Остинг                | 6-7 6-4 6-3        |
| 2.  | 16 июня 1996    | Росмален, Нидерланды          | Трава    | Пол Килдерри     | Даниэль Нестор Андерс Яррид             | 7-5 6-3            |
| 3.  | 14 июля 1996    | Гштад, Швейцария              | Грунт    | Иржи Новак       | Тревор Кроунмен Дэвид Макферсон         | 4-6 7-6 7-6        |
| 4.  | 2 марта 2003    | Копенгаген, Дания             | Хард(i)  | Томаш Цибулец    | Михаэль Кольманн Юлиан Ноул             | 7-5 5-7 6-2        |
| 5.  | 20 июля 2003    | Штутгарт, Германия            | Грунт    | Томаш Цибулец    | Евгений Кафельников Кевин Ульетт        | 3-6 6-3 6-4        |
| 6.  | 15 февраля 2004 | Милан, Италия                 | Ковёр(i) | Джаред Палмер    | Даниэле Браччали Джорджо Галимберти     | 6-4 6-4            |
| 7.  | 3 октября 2004  | Шанхай, Китай                 | Хард     | Джаред Палмер    | Рик Лич Брайан Макфи                    | 4-6 7-6(4) 7-6(11) |
| 8.  | 10 октября 2004 | Токио, Япония                 | Хард     | Джаред Палмер    | Иржи Новак Петр Пала                    | 5-1 — отказ        |
| 9.  | 19 июня 2005    | Хертогенбос, Нидерланды (2)   | Трава    | Цирил Сук        | Леош Фридль Томаш Цибулец               | 6-3 6-4            |
| 10. | 26 февраля 2006 | Коста-ду-Сауипе, Бразилия     | Грунт    | Лукаш Длоуги     | Марцин Матковски Мариуш Фирстенберг     | 6-1 4-6 [10-3]     |
| 11. | 7 мая 2006      | Эшторил, Португалия           | Грунт    | Лукаш Длоуги     | Лукас Арнольд Кер Леош Фридль           | 6-3 6-1            |
| 12. | 15 октября 2006 | Вена, Австрия                 | Хард     | Петр Пала        | Юрген Мельцер Юлиан Ноул                | 6-4 3-6 [12-10]    |
| 13. | 18 февраля 2007 | Коста-ду-Сауипе, Бразилия (2) | Грунт    | Лукаш Длоуги     | Альберт Монтаньес Рубен Рамирес-Идальго | 6-2 7-6(4)         |
| 14. | 15 июля 2007    | Гштад, Швейцария (2)          | Грунт    | Франтишек Чермак | Марк Жикель Флоран Серра                | 7-5 5-7 [10-7]     |
| 15. | 12 августа 2007 | Монреаль, Канада              | Хард     | Махеш Бхупати    | Кевин Ульетт Пол Хенли                  | 6-4 6-4            |
| 16. | 17 февраля 2008 | Марсель, Франция              | Хард     | Мартин Дамм      | Ив Аллегро Джефф Кутзе                  | 7-6(0) 7-5         |

#### Поражения (20)
| №   | Дата            | Турнир                         | Покрытие | Партнёр       | Соперники в финале                      | Счёт                  |
| 1.  | 7 августа 1994  | Прага, Чехия                   | Грунт    | Томаш Крупа   | Матс Виландер Карел Новачек             | без игры              |
| 2.  | 13 октября 1996 | Вена, Австрия                  | Ковёр(i) | Менно Остинг  | Даниэль Вацек Евгений Кафельников       | 6-7 4-6               |
| 3.  | 25 октября 1998 | Острава, Чехия                 | Ковёр(i) | Дэвид Адамс   | Николас Кифер Давид Приносил            | 4-6 3-6               |
| 4.  | 7 февраля 1999  | Марсель, Франция               | Хард(i)  | Дэвид Адамс   | Максим Мирный Андрей Ольховский         | 5-7 6-7(7)            |
| 5.  | 15 августа 1999 | Сан-Марино                     | Грунт    | Петр Пала     | Лукас Арнольд Кер Мариано Худ           | 3-6 2-6               |
| 6.  | 23 октября 2000 | Шанхай, Китай                  | Хард     | Петр Пала     | Шенг Схалкен Паул Хархёйс               | 2-6 6-3 4-6           |
| 7.  | 26 ноября 2000  | Стокгольм, Швеция              | Хард(i)  | Петр Пала     | Даниэль Нестор Марк Ноулз               | 3-6 2-6               |
| 8.  | 25 февраля 2001 | Роттердам, Нидерланды          | Хард(i)  | Петр Пала     | Йонас Бьоркман Роджер Федерер           | 3-6 0-6               |
| 9.  | 10 июня 2001    | Открытый чемпионат Франции     | Грунт    | Петр Пала     | Махеш Бхупати Леандер Паес              | 6-7(5) 3-6            |
| 10. | 2 февраля 2002  | Итоговый турнир                | Хард     | Петр Пала     | Эллис Феррейра Рик Лич                  | 7-6(6) 6-7(2) 4-6 4-6 |
| 11. | 5 мая 2002      | Мюнхен, Германия               | Грунт    | Петр Пала     | Петер Лукса Радек Штепанек              | 0-6 7-6(4) [9-11]     |
| 12. | 25 августа 2002 | Лонг-Айленд, США               | Хард     | Петр Пала     | Махеш Бхупати Майк Брайан               | 3-6 4-6               |
| 13. | 2 февраля 2003  | Милан, Италия                  | Ковёр(i) | Томаш Цибулец | Петр Луха Радек Штепанек                | 4-6 6-7(4)            |
| 14. | 16 февраля 2003 | Марсель, Франция (2)           | Хард(i)  | Томаш Цибулец | Себастьян Грожан Фабрис Санторо         | 1-6 4-6               |
| 15  | 20 февраля 2005 | Роттердам, Нидерланды (2)      | Хард(i)  | Цирил Сук     | Энди Рам Йонатан Эрлих                  | 4-6 6-4 3-6           |
| 16. | 16 апреля 2006  | Валенсия, Испания              | Грунт    | Лукаш Длоуги  | Томаш Зиб Давид Шкох                    | 4-6 3-6               |
| 17. | 4 марта 2007    | Акапулько, Мексика             | Грунт    | Лукаш Длоуги  | Мартин Вассальо Аргуэльо Потито Стараче | 0-6 2-6               |
| 18. | 9 июня 2007     | Открытый чемпионат Франции (2) | Грунт    | Лукаш Длоуги  | Даниэль Нестор Марк Ноулз               | 6-2 3-6 4-6           |
| 19. | 7 сентября 2007 | Открытый чемпионат США         | Хард     | Лукаш Длоуги  | Симон Аспелин Юлиан Ноуле               | 5-7 4-6               |
| 20. | 8 марта 2008    | Дубай, ОАЭ                     | Хард     | Мартин Дамм   | Махеш Бхупати Марк Ноулз                | 5-7 6-7(7)            |